# Cave canem

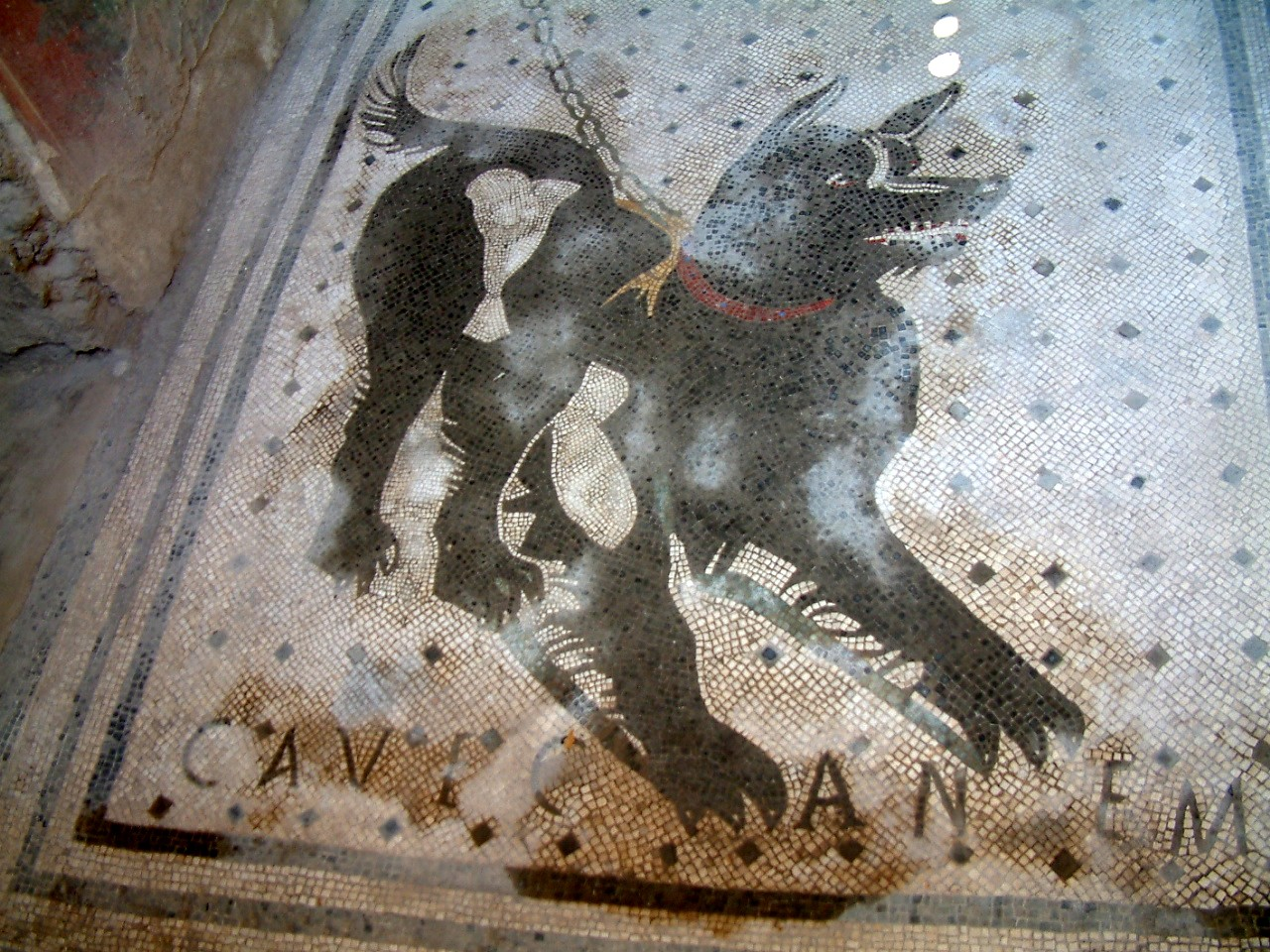
Мозаїка Cave canem у Будинку Драматурга в Помпеї (- La Casa del Poeta Tragico a Pompei)

Cave canem — (від лат. cavē («остерігайся», імператив від caveō), і лат. canem (знахідний відмінок однини від canis — «собака»), дослівно — Остерігайся собаки) — напис на мозаїчних підлогах сіней будинків у Стародавньому Римі.
Попереджувальні знаки такого роду були знайдені в стародавніх римських будівлях, зокрема в Будинку Драматурга в Помпеї (італ. — La Casa del Poeta Tragico a Pompei). На них, як правило, містилося мозаїчне зображення собаки і напис «Cave canem». Деякі дослідники вважають, що ця фраза могла призначатися для попередження відвідувачів про наявність у домі невеликих собак типу італійського хорта. 